# Road America 500 2006
Navigation
Édition précédente Édition suivante
Le Road America 500 2006, disputé sur le 20 août 2006 sur le circuit de Road America est la septième course de l'American Le Mans Series 2006.

## Course

### Classement de la course
Classement final de la course (vainqueurs de catégorie en gras),,:
| Pos.   | Catégorie | N°  | Écurie                                      | Pilotes                            | Châssis                          | Pneus | Tours/Abandon |
| Pos.   | Catégorie | N°  | Écurie                                      | Pilotes                            | Moteur                           | Pneus | Tours/Abandon |
| ------ | --------- | --- | ------------------------------------------- | ---------------------------------- | -------------------------------- | ----- | ------------- |
| 1      | LMP1      | 1   | Audi Sport North America                    | Emanuele Pirro Frank Biela         | Audi R10 TDI                     | M     | 76            |
| 1      | LMP1      | 1   | Audi Sport North America                    | Emanuele Pirro Frank Biela         | Audi TDI 5.5L Turbo V12 (Diesel) | M     | 76            |
| 2      | LMP1      | 2   | Audi Sport North America                    | Rinaldo Capello Allan McNish       | Audi R10 TDI                     | M     | 76            |
| 2      | LMP1      | 2   | Audi Sport North America                    | Rinaldo Capello Allan McNish       | Audi TDI 5.5L Turbo V12 (Diesel) | M     | 76            |
| 3      | LMP1      | 16  | Dyson Racing                                | James Weaver Butch Leitzinger      | Lola B06/10                      | M     | 76            |
| 3      | LMP1      | 16  | Dyson Racing                                | James Weaver Butch Leitzinger      | AER P32T 3.6L Turbo V8           | M     | 76            |
| 4      | LMP2      | 6   | Penske Racing                               | Sascha Maassen Timo Bernhard       | Porsche RS Spyder                | M     | 76            |
| 4      | LMP2      | 6   | Penske Racing                               | Sascha Maassen Timo Bernhard       | Porsche MR6 3.4L V8              | M     | 76            |
| 5      | LMP2      | 7   | Penske Racing                               | Romain Dumas Lucas Luhr            | Porsche RS Spyder                | M     | 76            |
| 5      | LMP2      | 7   | Penske Racing                               | Romain Dumas Lucas Luhr            | Porsche MR6 3.4L V8              | M     | 76            |
| 6      | LMP1      | 9   | Highcroft Racing                            | Duncan Dayton Andy Wallace         | MG-Lola EX257                    | D     | 76            |
| 6      | LMP1      | 9   | Highcroft Racing                            | Duncan Dayton Andy Wallace         | AER P07 2.0L Turbo I4            | D     | 76            |
| 7      | LMP1      | 20  | Dyson Racing                                | Guy Smith Chris Dyson              | Lola B06/10                      | M     | 75            |
| 7      | LMP1      | 20  | Dyson Racing                                | Guy Smith Chris Dyson              | AER P32T 3.6L Turbo V8           | M     | 75            |
| 8      | LMP2      | 37  | Intersport Racing                           | Jon Field Clint Field Liz Halliday | Lola B05/40                      | G     | 75            |
| 8      | LMP2      | 37  | Intersport Racing                           | Jon Field Clint Field Liz Halliday | AER P07 2.0L Turbo I4            | G     | 75            |
| 9      | GT1       | 3   | Corvette Racing                             | Ron Fellows Johnny O'Connell       | Chevrolet Corvette C6.R          | M     | 74            |
| 9      | GT1       | 3   | Corvette Racing                             | Ron Fellows Johnny O'Connell       | Chevrolet 7.0L V8                | M     | 74            |
| 10     | GT1       | 4   | Corvette Racing                             | Oliver Gavin Olivier Beretta       | Chevrolet Corvette C6.R          | M     | 73            |
| 10     | GT1       | 4   | Corvette Racing                             | Oliver Gavin Olivier Beretta       | Chevrolet 7.0L V8                | M     | 73            |
| 11     | GT1       | 007 | Aston Martin Racing                         | Darren Turner Tomáš Enge           | Aston Martin DBR9                | P     | 73            |
| 11     | GT1       | 007 | Aston Martin Racing                         | Darren Turner Tomáš Enge           | Aston Martin 6.0L V12            | P     | 73            |
| 12     | GT2       | 31  | Petersen Motorsports White Lightning Racing | Patrick Long Jörg Bergmeister      | Porsche 911 GT3-RSR              | M     | 71            |
| 12     | GT2       | 31  | Petersen Motorsports White Lightning Racing | Patrick Long Jörg Bergmeister      | Porsche 3.6L Flat-6              | M     | 71            |
| 13     | GT2       | 21  | BMW Team PTG                                | Bill Auberlen Joey Hand            | BMW M3                           | Y     | 71            |
| 13     | GT2       | 21  | BMW Team PTG                                | Bill Auberlen Joey Hand            | BMW 3.2L I6                      | Y     | 71            |
| 14     | GT2       | 23  | Alex Job Racing                             | Mike Rockenfeller Marcel Tiemann   | Porsche 911 GT3-RSR              | M     | 70            |
| 14     | GT2       | 23  | Alex Job Racing                             | Mike Rockenfeller Marcel Tiemann   | Porsche 3.6L Flat-6              | M     | 70            |
| 15     | GT2       | 61  | Risi Competizione                           | Toni Vilander Marc Gené            | Ferrari F430GT                   | M     | 70            |
| 15     | GT2       | 61  | Risi Competizione                           | Toni Vilander Marc Gené            | Ferrari 4.0L V8                  | M     | 70            |
| 16     | GT1       | 009 | Aston Martin Racing                         | Stéphane Sarrazin Pedro Lamy       | Aston Martin DBR9                | P     | 69            |
| 16     | GT1       | 009 | Aston Martin Racing                         | Stéphane Sarrazin Pedro Lamy       | Aston Martin 6.0L V12            | P     | 69            |
| 17     | GT2       | 45  | Flying Lizard Motorsports                   | Wolf Henzler Johannes van Overbeek | Porsche 911 GT3-RSR              | M     | 69            |
| 17     | GT2       | 45  | Flying Lizard Motorsports                   | Wolf Henzler Johannes van Overbeek | Porsche 3.6L Flat-6              | M     | 69            |
| 18     | GT2       | 22  | BMW Team PTG                                | Justin Marks Bryan Sellers         | BMW M3                           | Y     | 68            |
| 18     | GT2       | 22  | BMW Team PTG                                | Justin Marks Bryan Sellers         | BMW 3.2L I6                      | Y     | 68            |
| 19     | GT2       | 62  | Risi Competizione                           | Stephane Ortelli Mario Dominguez   | Ferrari F430GT                   | M     | 65            |
| 19     | GT2       | 62  | Risi Competizione                           | Stephane Ortelli Mario Dominguez   | Ferrari 4.0L V8                  | M     | 65            |
| 20     | LMP1      | 12  | Autocon Motorsports                         | Mike Lewis Chris McMurry           | MG-Lola EX257                    | D     | 62            |
| 20     | LMP1      | 12  | Autocon Motorsports                         | Mike Lewis Chris McMurry           | AER P07 2.0L Turbo I4            | D     | 62            |
| 21     | GT2       | 50  | Multimatic Motorsports Team Panoz           | David Brabham Scott Maxwell        | Panoz Esperante GT-LM            | P     | 62            |
| 21     | GT2       | 50  | Multimatic Motorsports Team Panoz           | David Brabham Scott Maxwell        | Ford (Elan) 5.0L V8              | P     | 62            |
| 22     | GT2       | 51  | Multimatic Motorsports Team Panoz           | Gunnar Jeannette Tommy Milner      | Panoz Esperante GT-LM            | P     | 62            |
| 22     | GT2       | 51  | Multimatic Motorsports Team Panoz           | Gunnar Jeannette Tommy Milner      | Ford (Elan) 5.0L V8              | P     | 62            |
| 23 DNF | GT2       | 44  | Flying Lizard Motorsports                   | Seth Neiman Lonnie Pechnik         | Porsche 911 GT3-RSR              | M     | 50            |
| 23 DNF | GT2       | 44  | Flying Lizard Motorsports                   | Seth Neiman Lonnie Pechnik         | Porsche 3.6L Flat-6              | M     | 50            |